# Verna Bloom
Verna Bloom (Lynn, 7 agosto 1938 – Bar Harbor, 9 gennaio 2019) è stata un'attrice statunitense.

## Biografia
Ha avuto ruoli in più di 30 film e serie televisive fino dagli anni sessanta, tra cui quello di co-protagonista in una delle prime regie di Clint Eastwood, Lo straniero senza nome nel 1973, di Marion Wormer in Animal House di John Landis nel 1978 e l'interpretazione di Maria in L'ultima tentazione di Cristo di Martin Scorsese nel 1988.

## Filmografia parziale

### Cinema
- America, America, dove vai? (Medium Cool), regia di Haskell Wexler (1969)
- Scene di strada 1970 (Street Scenes), regia di Martin Scorsese (1970)
- Il ritorno di Harry Collings (The Hired Hand), regia di Peter Fonda (1971)
- Lo straniero senza nome (High Plains Drifter), regia di Clint Eastwood (1973)
- Agente 373 Police Connection (Badge 373), regia di Howard W. Koch (1973)
- Animal House (National Lampoon's Animal House), regia di John Landis (1978)
- Honkytonk Man, regia di Clint Eastwood (1982)
- Il viaggio di Natty Gann (The Journey of Natty Gunn), regia di Jeremy Kagan (1985)
- Fuori orario (After Hours), regia di Martin Scorsese (1985)
- L'ultima tentazione di Cristo (The Last Temptation of Christ), regia di Martin Scorsese (1988)

### Televisione
- Bonanza - serie TV, episodio 10x29 (1969)
- Rivkin, cacciatore di taglie (Rivkin: Bounty Hunter), regia di Harry Harris – film TV (1981)
- West Wing - Tutti gli uomini del Presidente (The West Wing) - serie TV, episodio 4x13 (2003)

## Doppiatrici italiane
- Germana Dominici in Animal House, Fuori orario
- Fiorella Betti in Lo straniero senza nome
- Gabriella Genta in L'ultima tentazione di Cristo
- Rita Savagnone in Animal House (scene ridoppiate)